# Magin de Topoloveni
Magiun de Topoloveni és un aliment tradicional romanès a base de pruna que rep des de 2011 un Estatus Geogràfic Protegit de la Unió Europea. Magiun de Topoloveni és una mena de melmelada feta de fruita molt madura de diverses varietats de prunes sense sucre afegit. És de la ciutat de Topoloveni al comtat d'Argeș.

## Història
La recepta del magiun de Topoloveni està documentada des de 1914.
El magiun de Topoloveni es produeix exclusivament a la zona delimitada pels municipis de Boţarcani, Crinţeşti, Gorăneşti, Inuri, Goleştii Badii, Ţigăneşti, Topoloveni i Viţicheşti. Aquesta regió, especialment indicada per al cultiu de prunes, pertany al comtat d'Argeș a la regió de Valàquia. Les pruneraies cobreixen unes 17.000 hectàrees.
El magiun es va convertir en el primer producte natural romanès certificat i protegit per la Unió Europea per ordre núm. 338/2011 de data 7 d'abril de 2011 la Comissió Europea ha reconegut una denominació d'origen protegida i una indicació geogràfica protegida a Magiun de Topoloveni.
L'any 2003, Romania ha desplegat tropes a l'Afganistan, com a membre de l'OTAN. El 2009, el magiun 100% natural de Topoloveni substitueix la melmelada a totes les bases de l'OTAN. El 2010, la fàbrica de Topoloveni va ser nomenada proveïdor oficial de la Casa Reial Romanesa.

## Etimologia
La paraula magiun prové de la llengua turca macun que significa "aliment d'untar".

## Preparació
Per a la recepta de magiun de Topoloveni calen quatre tipus diferents de prunes, després cuinar durant 10 hores sense sucre, a foc molt lent fins que el magiun s'enganxi a la cullera. El magiun de Topoloveni és una pasta espessa i homogènia, de color marró fosc, amb un contingut de matèria seca com a mínim del 55%. Aquesta concentració, que correspon a 55° Brix, garanteix la conservació del producte, a una temperatura màxima de 20° Celsius, sense afegir cap additiu.
Les prunes utilitzades per a la producció de magiun de Topoloveni pertanyen a diverses varietats locals de Prunus domestica: Boambe de Leordeni, Bistriteana, Brumarii, Centenar, Dimbovita, Grasa ameliorata, Grasa Romanesca, Pescarus, Pitestean, Silvia, Stanley, Tomnatici Caran Sebes, Tuleu fat, Tuleu timpuriu, Valcean, Vinata Romaneasca.